# حاجبية أوميغية لفليشمان
الحاجبية الأوميغية لفليشمان (باللاتينية: Ophrys omegaifera subsp. fleischmannii) نويع نباتي ضمن نوع الحاجبية الأوميغية ينتمي إلى جنس الحاجبية من الفصيلة السحلبية.

## الموئل والانتشار
موطن هذا النوع بلاد الشام وقبرص وتركيا واليونان.

## مرادفات للاسم العلمي
- (باللاتينية: Ophrys fleischmannii Hayek)
- (باللاتينية: Ophrys heldreichii H. Fleischm., nom. illeg.)
- (باللاتينية: Ophrys fusca subsp. fleischmannii (Hayek) Soó)
- (باللاتينية: Ophrys lutea var. fleischmannii (Hayek) Soó)
- (باللاتينية: Ophrys omegaifera var. fleischmannii (Hayek) Soó)